# Internationale Herdenkingsdag voor de Holocaust

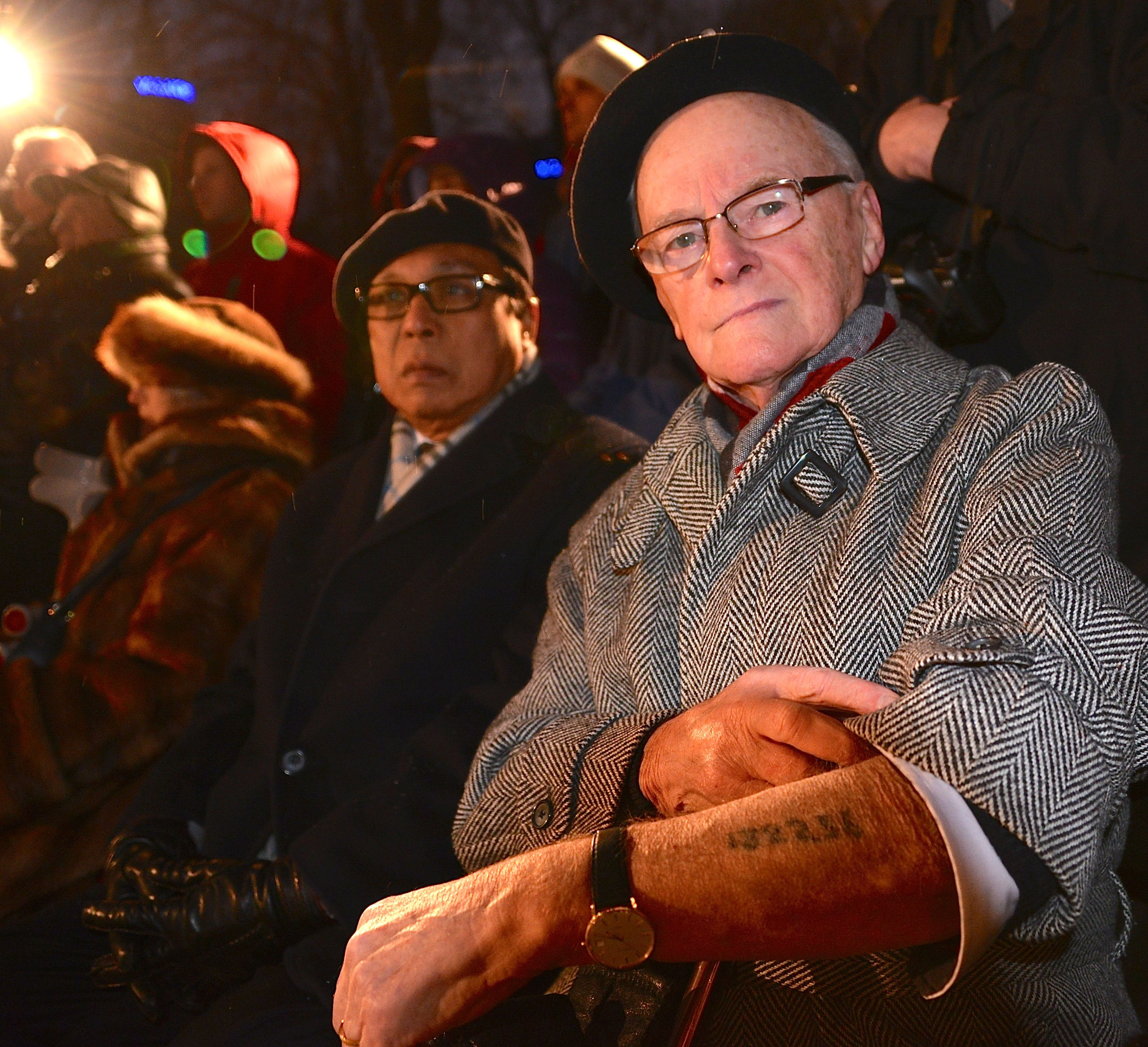
Een overlevende van de Holocaust laat het op zijn arm getatoeëerde merkteken uit het concentratiekamp zien

De Internationale Herdenkingsdag voor de Holocaust (Engels: International Holocaust Remembrance Day) wordt jaarlijks gehouden op 27 januari. Op deze dag herdenkt men de Holocaust, waarbij door genocide ongeveer 6 miljoen Joden zijn omgekomen. Ook herdenkt men de andere slachtoffers van de naziperiode.
De dag wordt gehouden sinds de aanname van resolutie 60/7 van de Verenigde Naties op 1 november 2005. Voor 27 januari is gekozen omdat op 27 januari 1945 soldaten van het  Sovjetleger de overlevenden van het concentratiekamp Auschwitz bevrijdden.
In Nederland organiseert het Nederlands Auschwitz Comité op de laatste zondag van januari de jaarlijkse Nationale Holocaust Herdenking (voorheen de Auschwitzherdenking) bij het Spiegelmonument ‘Nooit Meer Auschwitz’ in het Wertheimpark in de oude Amsterdamse Jodenbuurt.
In Duitsland heet deze dag de Tag des Gedenkens an die Opfer des Nationalsozialismus. De herdenkingsdag werd daar op 3 januari 1996 voorgesteld door de toenmalige Duitse president Roman Herzog.

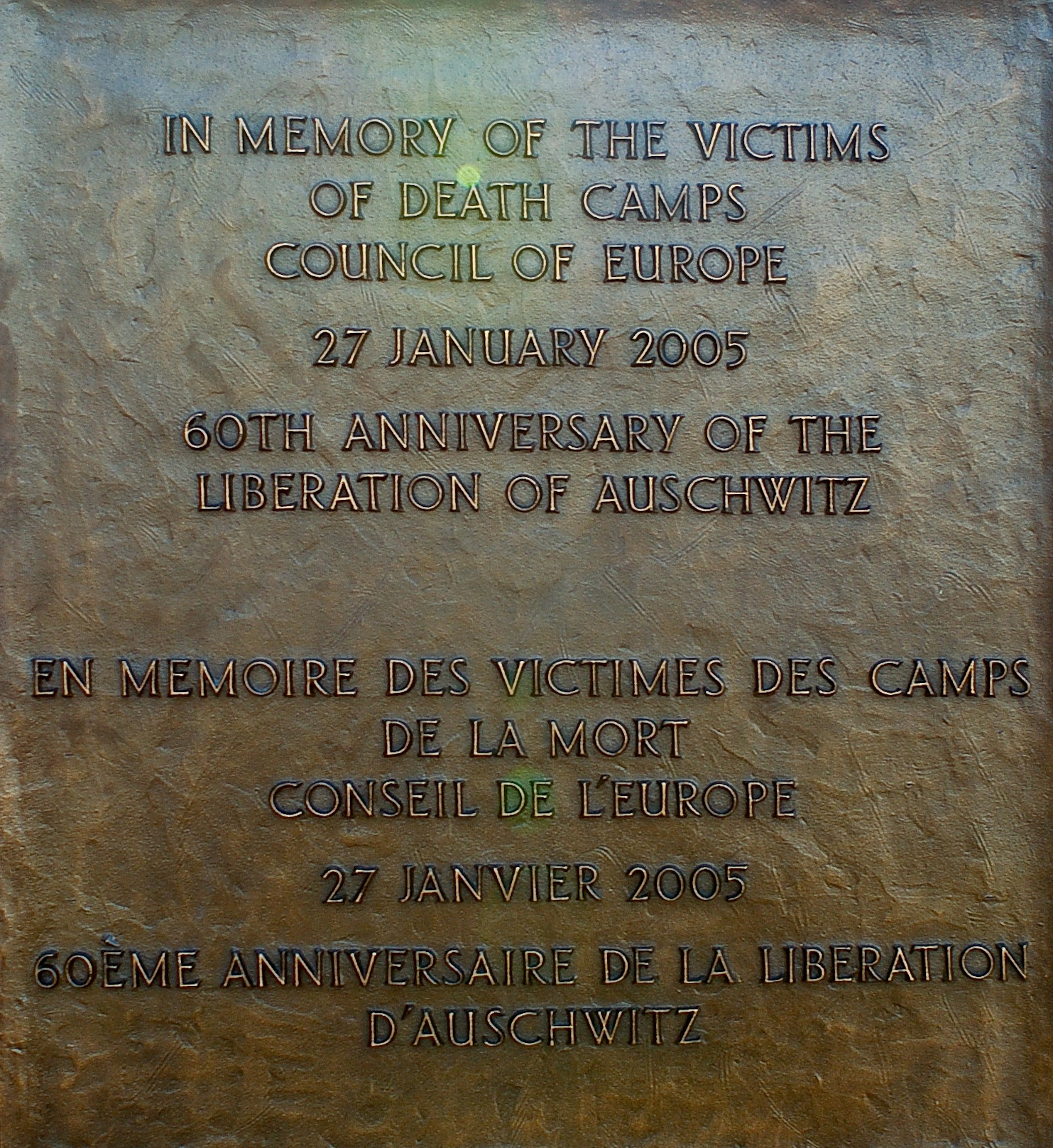
Monument in Straatsburg ter gelegenheid van de 60e gedenkdag van de bevrijding van Auschwitz